# Верхня Каракша
Верхня Каракша́ (рос. Верхняя Каракша, марій. Кӱшыл Каракша) — присілок у складі Оршанського району Марій Ел, Росія. Входить до складу Марковського сільського поселення.

## Населення
Населення — 9 осіб (2010; 23 у 2002).
Національний склад (станом на 2002 рік):
- марійці — 100 %